# 東豆川消防署
東豆川消防署（トンドゥチョンしょうぼうしょ）は京畿道北部消防災難本部所属の消防署である。

## 管轄区域
- 東豆川市

## 沿革
- 1983年9月1日 - 開設。業務開始。東豆川市を管轄。
- 2005年7月1日 - 現在の位置に移転。
- 2008年6月4日 - 漣川消防署開設に伴い漣川郡を管轄から外す。

## 119安全センター
| 119安全センター     | 住所                       | 管轄区域                 | 地域隊 |
| ------------------- | -------------------------- | ------------------------ | ------ |
| 仏峴119安全センター | 東豆川市紙杏路6            | 東豆川市（逍遙洞を除く） | 広岩   |
| 逍遙119安全センター | 東豆川市平和路2910番ギル65 | 東豆川市のうち逍遙洞     |        |